# بيتر بيرسون
بيتر بيرسون (بالإنجليزية: Peter Pearson)‏ هو رسام أمريكي، ولد في 1957.